# Twice (album)
#TWICE (czyt. Hashtag Twice) – pierwszy japoński album kompilacyjny południowokoreańskiej grupy Twice, wydany 28 czerwca 2017 roku przez wytwórnię Warner Music Japan.
Album ukazał się w trzech edycjach: regularnej (CD) oraz dwóch limitowanych (A i B). Osiągnął 2 pozycję w rankingu Oricon i pozostał na liście przez 125 tygodni. Sprzedał się łącznie w nakładzie 326 938 egzemplarzy w Japonii i zdobył status platynowej płyty.

## Lista utworów
| CD  | CD                             | CD                                                                    | CD                                    | CD                                                          | CD      |
| Nr  | Tytuł utworu                   | Tekst                                                                 | Kompozycja                            | Aranżacja                                                   | Długość |
| --- | ------------------------------ | --------------------------------------------------------------------- | ------------------------------------- | ----------------------------------------------------------- | ------- |
| 1.  | „Like OOH-AHH” (Japanese ver.) | Black Eyed Pilseung, Sam Lewis, YHANAEL                               | Black Eyed Pilseung, Sam Lewis        | Rado                                                        | 3:37    |
| 2.  | „CHEER UP” (Japanese ver.)     | Sam Lewis, Yū Shimoji                                                 | Black Eyed Pilseung                   | Rado                                                        | 3:29    |
| 3.  | „TT” (Japanese ver.)           | Sam Lewis, Shōko Fujibayashi                                          | Black Eyed Pilseung                   | Rado                                                        | 3:34    |
| 4.  | „KNOCK KNOCK” (Japanese ver.)  | Sim Eun-jee, Min Lee "collapsedone", Mayu Wakisaka                    | Min Lee "collapsedone", Mayu Wakisaka | Min Lee "collapsedone"                                      | 3:17    |
| 5.  | „SIGNAL” (Japanese ver.)       | Park Jin-young, J.Y. Park "The Asiansoul", Yū Shimoji, Samuelle Soung | J.Y. Park "The Asiansoul", KAIROS     | J.Y. Park "The Asiansoul", Kim Seung-soo, ARMADILLO, KAIROS | 3:18    |
| 6.  | „Like OOH-AHH”                 | Black Eyed Pilseung, Sam Lewis                                        | Black Eyed Pilseung, Sam Lewis        | Rado                                                        | 3:37    |
| 7.  | „CHEER UP”                     | Sam Lewis                                                             | Black Eyed Pilseung                   | Rado                                                        | 3:29    |
| 8.  | „TT”                           | Sam Lewis                                                             | Black Eyed Pilseung                   | Rado                                                        | 3:34    |
| 9.  | „KNOCK KNOCK”                  | Sim Eun-jee, Min Lee "collapsedone", Mayu Wakisaka                    | Min Lee "collapsedone", Mayu Wakisaka | Min Lee "collapsedone"                                      | 3:17    |
| 10. | „SIGNAL”                       | J.Y. Park "The Asiansoul"                                             | J.Y. Park "The Asiansoul", KAIROS     | J.Y. Park "The Asiansoul", Kim Seung-soo, ARMADILLO, KAIROS | 3:16    |

| DVD (wer. limitowana B) | DVD (wer. limitowana B)                             | DVD (wer. limitowana B) |
| Nr                      | Tytuł utworu                                        | Długość                 |
| ----------------------- | --------------------------------------------------- | ----------------------- |
| 1.                      | „TT” (Japanese ver.) (Music Video)                  |                         |
| 2.                      | „SIGNAL” (Japanese ver.) (Music Video)              |                         |
| 3.                      | „Like OOH-AHH” (Japanese ver.) (Making Music Video) |                         |
| 4.                      | „Like OOH-AHH” (Music Video)                        |                         |
| 5.                      | „CHEER UP” (Music Video)                            |                         |
| 6.                      | „TT” (Music Video)                                  |                         |
| 7.                      | „KNOCK KNOCK” (Music Video)                         |                         |
| 8.                      | „SIGNAL” (Music Video)                              |                         |

## Notowania
| Lista                                 | Pozycja |
| ------------------------------------- | ------- |
| Oricon Weekly Albums Chart            | 2       |
| Billboard Japan Hot Albums            | 2       |
| New Zealand Heatseekers Albums (RMNZ) | 8       |